# 구리야마 다쿠미
구리야마 다쿠미(일본어: 栗山 巧, 1983년 9월 3일 ~ )는 일본의 프로 야구 선수이며, 현재 퍼시픽 리그인 사이타마 세이부 라이온스의 소속 선수(외야수)이다.

## 인물

### 프로 입단 전
효고현 고베시 니시구 출신으로 고베 시립 고데라 초등학교 시절에는 고베 시 소년단 리그에 소속되어 다케우치 신이치와는 같은 리그에 있었다. 고베 시립 다이산지 중학교 시절 유소년 야구 팀인 ‘고베 드래건스’에서 활약해 팀의 1년 후배는 사카구치 도모타카가 있었다.
중학교 졸업 후 이쿠에이 고등학교에 진학해 2학년 때에는 3번·좌익수로서 제72회 선발 고등학교 야구 대회, 제82회 전국 고등학교 야구 선수권 대회에 춘계와 하계 대회에 연속으로 출전했다. 춘계 대회에서는 개회식 직후 1차전에서 고쿠가쿠인도치기 고등학교와 상대했지만 팀은 패했고 하계 대회에서는 첫 경기인 1차전에서 다무라 아키히로가 소속된 아키타 상업고등학교와의 접전 끝에 승리했다. 그러나 준결승전에서는 나카무라 잇세이와 야마다 겐 등이 소속된 도카이 대학부속 우라야스 고등학교에게 패했다. 자신은 5경기에서 타율 3할 4푼 8리, 9타점을 기록했고 고교 통산 47홈런을 기록했다.
2001년 프로 야구 드래프트 회의에서는 세이부 라이온스로부터 4순위 지명을 받고 입단, 이후 기자회견에서는 세이부에 대한 인상을 묻는 질문에 “훨씬 강한 팀이었고 동경하고 있는 팀이다”라고 말했다.

### 프로 입단 후

#### 2002년 ~ 2004년
2002년부터 2군에서의 적극적인 활약으로 이스턴 리그에서 51경기에 출전했고 이듬해 2003년에는 2군에서 타율 2할 7푼 4리, 출루율 3할 5푼 9리, 7개의 홈런을 기록했다. 같은 해 프레시 올스타전에서 출전 선수로 발탁되어 선발로서 풀 이닝을 출전했다.
2004년에는 2군에서 타율 3할, 11개의 홈런을 기록하면서 우수 선수로 선정되었고 세이부에 있어서 정규 시즌 최종전이 된 9월 24일의 오사카 긴테쓰 버펄로스전(오사카 돔)에서는 9번·좌익수로서 1군에 첫 선발 출전함과 동시에 첫 안타도 기록했다. 그리고 이 경기는 2004년까지 오릭스 블루웨이브와 합병한 오사카 긴테쓰 버펄로스에게 있어서는 홈구장 최종전을 치렀다.

#### 2005년
3월과 4월에 타율 3할 대를 기록하면서 1군에 정착했고 센트럴·퍼시픽 교류전에서도 5개의 홈런을 날리는 등 84경기에 출전하여 타율 2할 9푼 7리, 출루율 3할 5푼 7리를 기록했다.

#### 2006년
8월 1일 지바 롯데 마린스전에서 헛스윙을 했을 때 오른쪽 손목을 다쳐 그 직후에 고바야시 마사히데로부터 만루 홈런을 때려냈지만 다음날에 구상골 골절이라는 판명을 받아 전력에서 이탈했다. 시즌 종반에 1군에 복귀했고 시즌 종료 후에는 교육 리그에 참가했다. 같은 해 센트럴·퍼시픽 교류전에서는 우에하라 고지로부터 “센스가 훌륭하기 때문”이라는 이유로 ‘라이벌 선언’이 되었다.

#### 2007년
그 해에는 처음으로 100경기 이상을 출전(112경기)했고 팀내 2위가 되는 45개의 볼넷을 포함한 출루율 3할 8푼, 득점권 타율 3할 2푼 4리를 기록해 팀내 1위가 되는 승리타점 10개를 기록했다.

#### 2008년
5월 4일의 지바 롯데전에서 1루수 훌리오 줄레타가 처리한 구리야마의 타구를 2루수인 호세 오티스가 글러브를 던져서 멈췄고 공인야구규칙에 준거해 안전진루권을 3개가 주어져 3루타가 되었다. 이것에 대해서 구리야마는 “규정을 몰랐다”라고 말했고 구로에 유키노부 수석 코치는 “40년이 넘는 야구 인생에서 이런 모습은 본 적이 없다”라고 말했다.
같은 해 2번으로 고정되면서 개인 최다인 138경기에 출전해 4월에는 타율이 2할 5푼 전후였지만 그 이후에는 시즌 통해서 타격 호조를 유지하는 등 처음으로 규정 타석을 채워 타율 3할 1푼 7리, 팀내 3위인 49개의 볼넷, 공동 2위가 되는 출루율 3할 7푼 6리, 득점권 타율 3할 2푼 5리, 72타점을 기록했다. 클린업 전에 출루하는 것과 동시에 하위 타선부터 1번 타자까지 모은 주자를 돌려주는 역할도 했다. 본인으로서는 첫 타이틀이 되는 최다 안타를 석권한 것 외에도 22개의 희생타, 17개의 도루를 기록할 정도의 빠른 주루 플레이까지 보여주면서 팀의 리그 우승에 기여해 베스트 나인에도 선정되었다.

#### 2009년

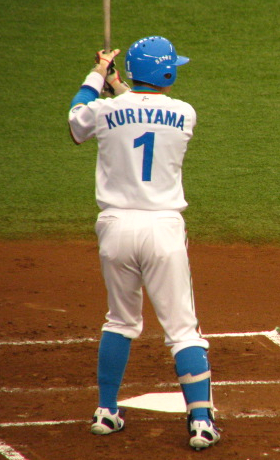
타석에서의 구리야마(2009년)

시범 경기에서 55타수 22안타, 4할의 타율을 기록하여 기대 이상의 성적을 남겼지만 시즌 개막 직후에는 21타석 연속 무안타를 경험하는 등 주전으로서 계속 기용되었지만 5월 종료 시점에서 2할 2푼의 저조한 성적을 남기며 극도의 부진에 시달렸다. 6월에는 18경기 중에 9경기에서 멀티 히트를 발했고 교류전에서 팀내 1위인 타율 3할 3푼 3리를 기록하여 회복될 기미를 보였지만 시즌 종반에는 다시 부진에 시달리면서 게다가 신종플루에도 감염되었다. 그 해에는 개인 최고 성적을 경신하는 140경기에 출전해 타율 2할 6푼 7리, 리그 9위인 106개의 삼진 등은 작년부터 악화되었지만 좌완 투수와 상대할 때 타율 3할 5푼, 리그 4위인 6개의 3루타, 공동 9위의 18개 도루를 기록했고 외야 수비에서는 리그 1위인 9할 9푼 7리의 수비율, 공동 3위인 8개의 보살을 기록했다.

#### 2010년
부상자가 속출하고 있는 팀의 사정도 있었지만 처음으로 3번과 4번 타자로도 활약했다. 시즌 초반부터 컨디션을 계속 유지해가며 팀내에서는 유일하게도 외야수로서는 구단 역사상 최초로 144경기 풀이닝 출전 기록을 달성했고 2년 만에 3할 대가 되는 타율 3할 1푼, 모두 개인 기록을 경신하는 4할의 출루율과 74타점을 기록했다. 통산 두 번째가 되는 베스트 나인에 선정됨과 동시에 골든 글러브상을 처음으로 수상했다. 12월 21일에는 이전부터 교제하고 있었던 3살 연상인 일반인 여성과의 결혼을 같은 달 14일에 발표했다.

#### 2011년
2번과 5번 타자로 기용되고 있었지만 가타오카 야스유키의 부상으로 이탈한 7월 이후에는 1번 타자로서 기용돼 타격감이 강했던 팀에게 있어서 안정된 타격으로 팀 승리에 공헌했다. 2년 연속으로 모든 경기에 풀 이닝 출전 기록을 달성했지만 부상의 영향으로 9월 8일의 지바 롯데전(18차전)에서는 기존의 중견수에서 좌익수로 돌아왔고 그 후 시즌 종료까지 좌익수로서 기용되었다. 타격면에서는 앞에서 말한대로 시즌을 통해 타격 호조를 유지했고 타율은 우치카와 세이이치가 부상에서 복귀할 때까지 리그 선두를 유지하는 등 최종적으로 리그 5위인 3할 대의 타율과 득점권 타율은 양대 리그를 통틀어 1위인 3할 8푼을 기록했다. 5월 6일의 라쿠텐전에서는 다나카 마사히로로부터 구단 통산 8000번째 홈런이 되는 2점짜리 결승 홈런을 때려냈고 11월에는 오른쪽 팔꿈치의 유리연골 제거 수술을 받았다.

#### 2012년
2번과 1번 타자로 기용되었지만 8월 21일 후쿠오카 소프트뱅크 호크스와의 16차전에서 왼쪽 앞팔에 사구를 받아 교체돼 연속 경기 풀 이닝 출장도 퍼시픽 리그 역대 2위에 해당되는 390경기로 중단되었다.

## 상세 정보

### 출신 학교
- 이쿠에이 고등학교

### 선수 경력
- 세이부 라이온스·사이타마 세이부 라이온스(2002년 ~ )

### 수상·타이틀 경력

#### 타이틀
- 최다 안타 : 1회(2008년)

#### 수상
- 베스트 나인 : 3회(2008년, 2010년, 2011년)
- 골든 글러브상 : 1회(2010년)
- JA 전농 Go·Go상 : 1회(최다 2·3루타상 : 2008년 8월)

### 개인 기록
- 첫 출장·첫 선발 출장 : 2004년 9월 24일, 대 오사카 긴테쓰 버펄로스 27차전(오사카 돔), 9번·좌익수로서 선발 출장
- 첫 안타 : 상동, 7회초에 고이케 히데오로부터 우전 안타
- 첫 타점 : 2005년 4월 12일, 대 홋카이도 닛폰햄 파이터스 5차전(인보이스 세이부 돔), 4회말에 에지리 신타로로부터 좌중간에 2점 적시 2루타
- 첫 홈런 : 2005년 4월 13일, 대 홋카이도 닛폰햄 파이터스 6차전(인보이스 세이부 돔), 3회말에 가마쿠라 겐으로부터 우월 솔로 홈런
- 첫 도루 : 2005년 5월 21일, 대 요코하마 베이스타스 2차전(요코하마 스타디움), 3회초에 2루 안착(투수 : 도이 요시히로, 포수 : 아이카와 료지)

### 등번호
- 52(2002년 ~ 2007년)
- 1(2008년 ~ )

### 연도별 타격 성적
| 연 도      | 소 속      | 경 기 | 타 석 | 타 수 | 득 점 | 안 타 | 2 루 타 | 3 루 타 | 홈 런 | 루 타 | 타 점 | 도 루 | 도 루 자 | 희 생 번 | 희 생 플 | 볼 넷 | 고 4 | 사 구 | 삼 진 | 병 살 타 | 타 율 | 출 루 율 | 장 타 율 | O P S |
| ---------- | ---------- | ----- | ----- | ----- | ----- | ----- | ------- | ------- | ----- | ----- | ----- | ----- | -------- | -------- | -------- | ----- | ---- | ----- | ----- | -------- | ----- | -------- | -------- | ----- |
| 2004년     | 세이부     | 1     | 3     | 3     | 0     | 1     | 0       | 0       | 0     | 1     | 0     | 0     | 0        | 0        | 0        | 0     | 0    | 0     | 1     | 0        | .333  | .333     | .333     | .667  |
| 2005년     | 세이부     | 84    | 316   | 286   | 45    | 85    | 11      | 2       | 10    | 130   | 28    | 1     | 0        | 2        | 1        | 24    | 1    | 3     | 59    | 4        | .297  | .357     | .455     | .811  |
| 2006년     | 세이부     | 63    | 164   | 142   | 18    | 38    | 8       | 1       | 2     | 54    | 22    | 3     | 1        | 4        | 0        | 16    | 0    | 2     | 32    | 2        | .268  | .350     | .380     | .730  |
| 2007년     | 세이부     | 112   | 362   | 302   | 39    | 84    | 18      | 2       | 5     | 121   | 29    | 8     | 3        | 9        | 1        | 45    | 2    | 5     | 53    | 8        | .278  | .380     | .401     | .780  |
| 2008년     | 세이부     | 138   | 612   | 527   | 76    | 167   | 31      | 3       | 11    | 237   | 72    | 17    | 8        | 22       | 8        | 49    | 0    | 6     | 61    | 8        | .317  | .376     | .450     | .826  |
| 2009년     | 세이부     | 140   | 643   | 569   | 78    | 152   | 24      | 6       | 12    | 224   | 57    | 18    | 5        | 8        | 3        | 53    | 0    | 10    | 106   | 9        | .267  | .339     | .394     | .732  |
| 2010년     | 세이부     | 144   | 660   | 554   | 77    | 172   | 35      | 2       | 4     | 223   | 74    | 14    | 5        | 18       | 3        | 80    | 1    | 5     | 69    | 7        | .310  | .400     | .403     | .803  |
| 2011년     | 세이부     | 144   | 653   | 557   | 87    | 171   | 30      | 2       | 3     | 214   | 60    | 6     | 2        | 9        | 6        | 73    | 0    | 8     | 90    | 17       | .307  | .391     | .384     | .776  |
| 2012년     | 세이부     | 103   | 467   | 394   | 57    | 114   | 17      | 1       | 2     | 139   | 33    | 3     | 1        | 12       | 3        | 52    | 0    | 6     | 62    | 4        | .289  | .378     | .353     | .731  |
| 통산 : 9년 | 통산 : 9년 | 929   | 3880  | 3334  | 477   | 984   | 174     | 19      | 49    | 1343  | 375   | 70    | 25       | 84       | 25       | 392   | 4    | 45    | 533   | 59       | .295  | .374     | .403     | .780  |

- 2012년 기준, 굵은 글씨는 시즌 최고 성적.
- 2002년, 2003년은 1군 출장 없음.

### 연도별 수비 성적
| 연도 | 외야 | 외야 | 외야 | 외야 | 외야 | 외야   |
| 연도 | 경기 | 척살 | 보살 | 실책 | 병살 | 수비율 |
| ---- | ---- | ---- | ---- | ---- | ---- | ------ |
| 2004 | 1    | 6    | 0    | 0    | 0    | 1.00   |
| 2005 | 77   | 130  | 0    | 4    | 0    | .970   |
| 2006 | 25   | 34   | 1    | 0    | 1    | 1.00   |
| 2007 | 68   | 119  | 6    | 0    | 0    | 1.00   |
| 2008 | 127  | 245  | 6    | 5    | 0    | .980   |
| 2009 | 140  | 291  | 8    | 1    | 1    | .980   |
| 2010 | 144  | 316  | 5    | 2    | 1    | .994   |
| 2011 | 144  | 283  | 2    | 1    | 0    | .997   |
| 통산 | 725  | 1422 | 28   | 13   | 3    | .991   |

- 2011년 기준.
- 연도에서 굵은 글씨는 골든 글러브상 수상 연도.